# 이슬 (1987년)
이슬(1987년 1월 28일 ~ )은 대한민국의 가수이다.

## 연기 활동

### M/V
- 2014년 소명 - 안녕들 하십니까

## 음반
- 2006년 속았네
- 2007년 속았네／슬픈바램
- 2013년 씽씽씽

## 수상
- 2006년 용호연애대상 신인상
- 2006년 한국복지재단 회장상
- 2006년 은봉가요제 봉사상
- 2006년 사랑과 봉사 회장상